# Scituloglaucytes
Scituloglaucytes is een kevergeslacht uit de familie van de boktorren (Cerambycidae). De wetenschappelijke naam van het geslacht werd voor het eerst geldig gepubliceerd in 1970 door Breuning.

## Soorten
Scituloglaucytes omvat de volgende soorten:
- Scituloglaucytes argentea (Gressitt, 1956)
- Scituloglaucytes brandti (Gressitt, 1959)
- Scituloglaucytes muiri (Gressitt, 1940)
- Scituloglaucytes notabilis (Gressitt, 1953)
- Scituloglaucytes obiensis Breuning, 1970
- Scituloglaucytes quadrifasciata (Gressitt, 1951)
- Scituloglaucytes salomonum Breuning, 1970
- Scituloglaucytes santaecrucis (Heller, 1935)
- Scituloglaucytes scitula (Pascoe, 1860)
- Scituloglaucytes suturalis (Pascoe, 1867)
- Scituloglaucytes vittifera (Buquet, 1844)